# Can Capellans
Can Capellans és una masia de Molins de Rei (Baix Llobregat) inclosa a l'Inventari del Patrimoni Arquitectònic de Catalunya.

## Descripció
Can Capellans està format per dos edificis: l'antiga masia i la torre. La construcció important és la torre, formada per planta baixa, escalinata d'accés i dos pisos. Al primer cal destacar una gran balconada al llarg de la façana amb tres grans finestres emmarcades amb pedra. El segon pis té l'estructura d'una galeria oberta amb finestres rectangulars. L'edifici està rematat per un terrat amb una torreta al mig. El conjunt es troba envoltat per un gran jardí, i queda tancat per una paret de pedra amb decoració de gerros, també de pedra.

## Història
Can Capellans prové de la unió dels masos Panadés i Moriscot. La primera referència pertany a quan es coneixia com a mas Panadés. El 18 de febrer de 1295, Guillem de Pacs compra a Guillem Durfort (senyor del Baix Llobregat al segle xiii), entre altres masos, el mas Panadés. A la família Panadés la trobem com a propietària fins a l'any 1409.